# Claudia Rodríguez de Guevara
Claudia Juana Rodríguez de Guevara [kláu̯dja rodɾígeθ de geßáɾa] (geboren 1980 oder 1981) ist eine salvadorianische Buchhalterin und Politikerin, die vom 1. Dezember 2023 bis zu Beginn der zweiten Amtszeit Bukeles im Juni 2024, vertretungsweise als amtierende Präsidentin von El Salvador fungierte. Sie übernahm die präsidialen Befugnisse und Pflichten, nachdem Präsident Nayib Bukele von der Legislativversammlung beurlaubt worden war, um sich auf seine Wiederwahlkampagne 2024 und damit eine zweite Amtszeit zu konzentrieren, dies verstößt nach Ansicht von Verfassungsrechtlern gegen die Verfassung des Landes.

## Leben

### Ausbildung
Rodríguez wurde 1980 oder 1981 geboren.
Sie besuchte die Christliche Hochschule Reverendo José Saberlio Ponce und das Nationale Institut General Francisco Morazán. Später besuchte sie fünf Semester lang die Universität Francisco Gavidia, die sie allerdings nicht abschloss. Außerdem absolvierte sie einen Kurs der Vereinigung der Buchhalter von El Salvador.

### Karriere in der Wirtschaft
Rodríguez arbeitete zunächst als Buchhalterin für Servicios Quirúrgicos de El Salvador, S.A. de C.V., ab 2011 als Finanzmanagerin für Obermet, S.A. de C.V., einer Werbeagentur im Besitz des Bruders von Bukele. Nachdem Nayib Bukele das Unternehmen verließ, um sich auf seine politische Karriere zu konzentrieren, wurde sie Geschäftsführerin bei Obermet.
Zuvor war sie als Hilfsbuchhalterin für Tire Center, S.A. de C.V. tätig. 2011 gründete sie ein Unternehmen, das eine Tochtergesellschaft von Alba Petróleos war, die wiederum eine Tochtergesellschaft der venezolanischen Ölgesellschaft PDVSA war. Dieses Unternehmen wurde von Parlamentspräsident Ernesto Castro geleitet und bezahlte Kreditkartenabrechnungen in Höhe von 24.000 US-Dollar für Nayib Bukele, während dessen Amtszeit als Bürgermeister von San Salvador.
Von 2011 bis 2018 war sie Geschäftsführerin von  Nölck Red América (NRA), S.A. de C.V., einer weiteren Werbeagentur der Familie Bukele, der ebenso Nayib Bukele als Geschäftsführer vorstand, bevor er 2011 in die erfolgreiche Bürgermeisterkandidatur für Nuevo Cuscatlán eintrat. Durch NRA erfolgten im Jahr 2012 Gehaltszahlungen in fünfstelliger Höhe an Bukele, obwohl dieser de facto schon Bürgermeister von Nuevo Cuscatlán war.
Im Jahr 2011 war Rodríguez auch Rechtsvertreterin von MOV-I, S.A. de C.V., ein Unternehmen, welches Immobilien in einem gehobenen Viertel von San Salvador über den Geschäftsmann Eduardo Andrés Ujueta Santo für 315.000 US-Dollar verkaufen ließ. Eben jener Ujueta Santo erhielt im selben Jahr einen Scheck in Höhe von 100.00 US-Dollar von Nayib Bukele, wie der Oberste Gerichtshof von El Salvador herausfand, der die Vermögensverhältnisse von Bukele als Bürgermeister von Nuevo Cuscatlán und später von San Salvador untersuchte.

### Karriere in der öffentlichen Verwaltung
Von 2012 bis 2015 war sie als Finanzmanagerin für die Gemeinde Nuevo Cuscatlán tätig, als Nayib Bukele deren Bürgermeister war. Seit dieser Zeit besteht eine kontinuierliche Zusammenarbeit der beiden. Von 2015 bis 2018 war sie als Stadtkämmerin von San Salvador tätig, während Bukele Bürgermeister war. Im August 2018 wurde sie zur Finanzmanagerin von Nuevas Ideas ernannt, der von Bukele 2017 gegründeten politischen Partei; sie ist Mitglied von Nuevas Ideas. Im Dezember 2023 behauptete die Zeitschrift Gato Encerrado, dass sie während Bukeles Amtszeit als Bürgermeister von San Salvador Schecks in Höhe von 1,2 Millionen US-Dollar vom Büro des Bürgermeisters erhalten habe.
Rodríguez setzte ihre Tätigkeit als Finanzmanagerin während Bukeles Präsidentschaft ab Juni 2019 fort. Im November 2022 wurde Rodríguez Direktorin des Notstandskomitees und überwachte die Zuweisung von 2 Milliarden US-Dollar an Mitteln zur Bekämpfung der COVID-19-Pandemie.
Am 25. November 2021 wurde sie von Bukele zur Präsidentin des Verwaltungsrats der neu geschaffenen Direktion für kommunale Arbeiten ernannt. Am 17. März 2022 ernannte Bukele Rodríguez zu seiner Privatsekretärin. Sie löste Ernesto Castro ab, der zuvor das Amt des Präsidenten der Legislativversammlung übernommen hatte. Am 21. April 2023 ernannte Bukele Rodríguez zur Vertreterin des Verwaltungsrats des Straßenerhaltungsfonds. Rodríguez fungierte zuvor auch als Koordinatorin des FANTEL-Dalton-Stipendiums nach dem Rücktritt von Carolina Recinos.

### Ernennung zur Präsidentin
Am 30. November 2023 wählte die gesetzgebende Versammlung Rodríguez vertretungsweise zur Präsidentin, nachdem Bukele sich von der Präsidentschaft beurlaubt hatte, um sich auf seine Wiederwahlkampagne 2024 zu konzentrieren, was viele Politiker und Verfassungsrechtler für illegal und verfassungswidrig hielten. Hintergrund ist eine von Bukele 2021 erlassene Verfassungsreform, die eine zweite konsekutive Amtszeit für einen Präsidenten ermöglicht. Bis dahin sah das salvadorianische Wahlrecht nur eine konsekutive Amtszeit vor und eine zehnjährige Wartezeit bis zur Kandidatur für eine zweite Amtszeit. Nach dem neuen Wahlrecht genügt eine sechsmonatige Pause.
Obwohl Rodriguez die präsidialen Befugnisse und Pflichten übernommen hat, hat sie nicht das Amt des Präsidenten selbst übernommen; ihr offizieller Titel lautet „Designada por el Presidente de la República, Encargada de Despacho“ („Designiert vom Präsidenten der Republik, verantwortlich für das Amt“).
Sie wurde mit 67 Ja-Stimmen, 11 Nein-Stimmen und 6 Abwesenheiten von 84 Stimmen bestätigt. Am 1. Dezember trat sie offiziell ihr Amt als Präsidentin an und wurde von verschiedenen Medien als erste weibliche Präsidentin des Landes bezeichnet. Sie wird ihre Befugnisse bis zum Ende der Amtszeit am 1. Juni 2024 beibehalten.
Der Präsident der Legislativversammlung Castro und Guillermo Gallegos, ein Abgeordneter der Gran Alianza por la Unidad Nacional (GANA) widersprachen sich in der Frage, ob Rodríguez vereidigt wurde oder nicht. Castro behauptete, sie sei vereidigt worden, wenn auch nicht öffentlich, da „es nicht öffentlich zu sein brauchte“. Gallegos hingegen behauptete, sie sei nicht vereidigt worden, da „sie einfach die designierte Präsidentin ist, […] es wurde entschieden, dass eine Vereidigung nicht notwendig sei“.
Die Ernennung von Rodríguez wurde von verschiedenen Juristen, Oppositionspolitikern und Analysten kritisiert. Héctor Silva, Kandidat von Nuestro Tiempo für das Amt des Bürgermeisters von San Salvador, schrieb auf X: „Der aktuelle Zustand der Demokratie in El Salvador: Das Amt des Präsidenten der Republik wird von einer Person besetzt, die niemand je gewählt hat“. Der Abgeordnete der Alianza Republicana Nacionalista (ARENA), César Reyes, beschrieb Rodríguez als Teil des „inneren Zirkels von Präsident Bukele“ und „ein allen unbekanntes Profil“, das „sie installiert haben, um den Thron [die Präsidentschaft] zu bewachen“. Der politische Analyst Carlos Araujo erklärte: „Nur ein naiver Mensch würde glauben, dass [Rodríguez] regieren wird, er [Bukele] wird die Macht nicht aus der Hand geben, er wird das, was seine Minister tun, immer wieder überprüfen. Das Ersuchen um Urlaub ist nur ein Schein“. Die Wirtschaftswissenschaftlerin Julia Martínez erklärte: „Bukele wird nicht zulassen, dass irgendjemand seine Arbeit zunichte macht, und deshalb hat er [Rodríguez] vorgeschlagen, denn sie ist Teil seines Dunstkreises“. Der Anwalt Enrique Anaya schrieb auf X, dass „wenn die designierte Dame [Rodríguez] tatsächlich Macht im Amt ausübt, ist sie eine Usurpatorin und keine amtierende Präsidentin“. Ricardo Vaquerano, ein salvadorianischer Enthüllungsjournalist, erklärte, dass der amtierende Präsident ein Abgeordneter der Legislativversammlung sein muss, und da Rodríguez kein Abgeordneter ist, argumentierte er, dass es folglich „in diesem Moment keinen Präsidenten in El Salvador gibt“. Laut einigen von Voice of America in San Salvador geführten Straßeninterviews bezweifeln einige Salvadorianer, dass Rodríguez das Land tatsächlich regieren würde, und dass Bukele stattdessen durch Rodríguez regieren würde.

### Privatleben
Claudia Rodriguez gehört der christlich-protestantischen Bewegung Churches of Christ an. Rodríguez’ Bruder, Douglas Rodríguez Fuentes, ist seit dem 19. September 2020 Präsident der Zentralbank von El Salvador.